# بازار مظفری
بازار مظفری از بازارهای شهر کرمان است. این بازار از انتهای بازار وکیل شروع و به خیابان میرزارضای کرمانی ختم می‌شود. از مکان‌های موجود در این بازار می‌توان به تکیه (صف) عزاخانه، بازار قدمگاه و مسجد جامع کرمان اشاره کرد. این بازار در دوره مظفریان، سال ۷۵۰ هـ.ق توسط امیر مبارزالدین محمدمظفر بنا شده است.
این بازار شامل یک قسمت سرپوشیده و یک قسمت روباز است. قسمت روباز آن با بازر قدمگاه تقاطع دارد و بیشتر آن شامل مغازه‌های میوه‌فروشی، آجیل‌فروشی، عطاری، البسه‌فروشی و خرازی است. این قسمت از یک معبر به بازار عطارها، که موازی آن است، نیز راه دارد.